# Idrissa Kabore
Idrissa Kabore (nascido em 9 de agosto de 1977) é um boxeador burkinabé que competiu nas Olimpíadas de 1996.
Kabore era o competidor mais jovem a representar o Burkina Faso nos Jogos Olímpicos de 1996; ele entrou na categoria leve nos eventos de boxe, mas perdeu na sua primeira ronda em pontos contra Jaroslav Konečný da República Checa.